# William P. Yarborough

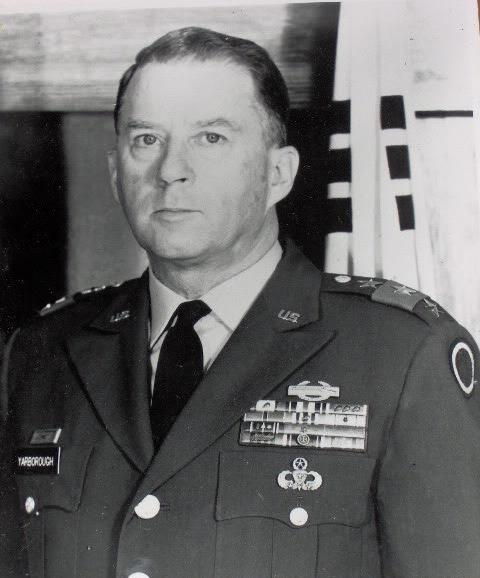
William P. Yarborough

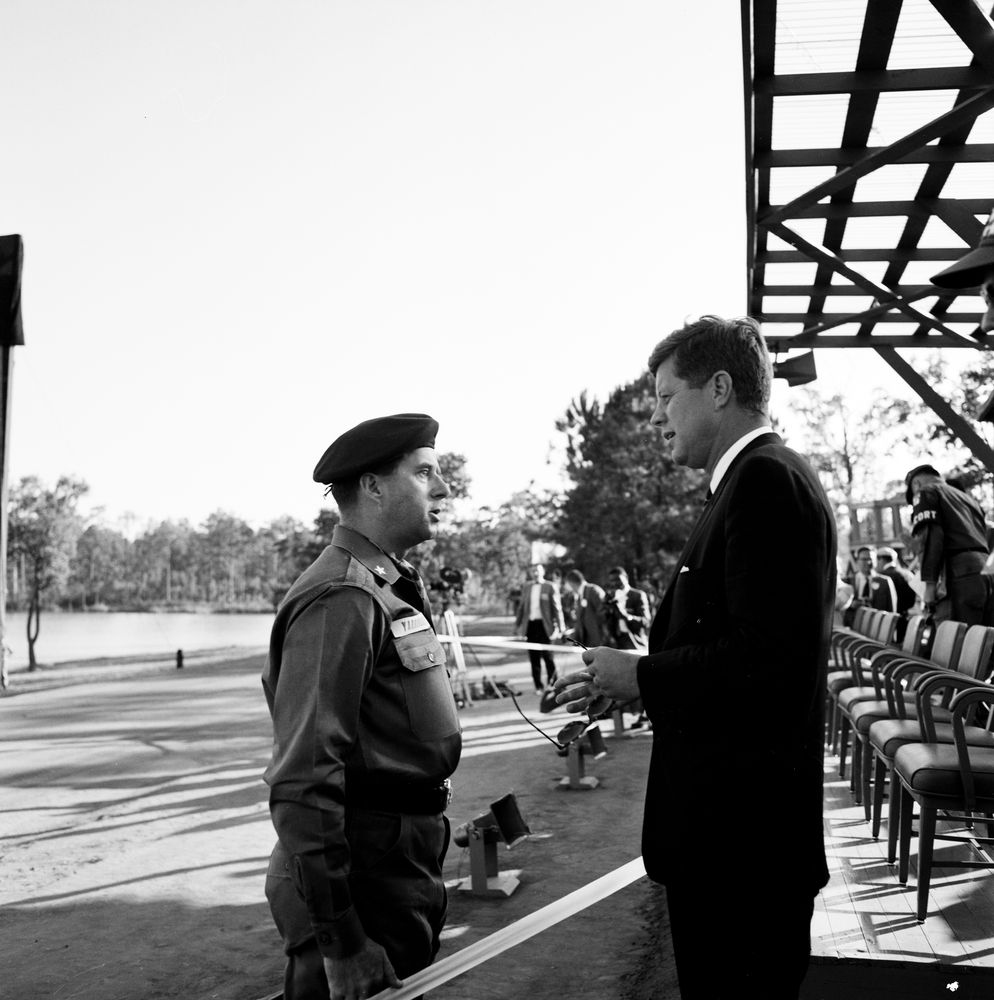
Yarborough und Präsident Kennedy am 12. Oktober 1961 in Fort Bragg

William Pelham Yarborough (* 12. Mai 1912 in Seattle, Washington; † 6. Dezember 2005 in Southern Pines, North Carolina) war amerikanischer Lieutenant-General (Generalleutnant) in der US Army und Absolvent der United States Military Academy.

## Leben
Yarborough entstammt der Familie Yarborough, deren Wurzeln bis zur Schlacht von Hastings im Jahr 1066 und dem Begründer des Hauses, Eustacius de Yerburgh, zurückverfolgt werden können. William Yarborough ist ein entfernter Verwandter einiger britischer Adliger, wie z. B. Baron Deramore oder Baron Alvingham.
Als die US-amerikanische Armee 1941 begann, erste Versuche mit Luftlandetruppen durchzuführen, hatte Yarborough gerade den Rang eines Hauptmanns inne. Zu dieser Zeit entwarf er auch das Emblem der Fallschirmspringer, welches von den Luftlandetruppen ab dem fünften Sprung getragen werden durfte.
Während des Zweiten Weltkriegs bereitete Yarborough den ersten Gefechtseinsatz der Fallschirmspringer vor, die Operation Torch, und nahm auch an diesem teil. Später wurde ihm das 509th Parachute Infantry Bataillon für den Italienfeldzug unterstellt.
Im Februar 1962 wurde eine Spezialeinheit unter der Führung von General Yarborough nach Kolumbien geschickt. In einem geheimen Schreiben an die Stabschefs unterstrich Yarborough die Notwendigkeit, eine Einheit zur Eliminierung von potentiell gefährlichen Kommunisten zu entsenden:

“[A] concerted country team effort should be made now to select civilian and military personnel for clandestine training in resistance operations in case they are needed later. This should be done with a view toward development of a civil and military structure for exploitation in the event the Colombian internal security system deteriorates further. This structure should be used to pressure toward reforms known to be needed, perform counter-agent and counter-propaganda functions and as necessary execute paramilitary, sabotage and/or terrorist activities against known communist proponents. It should be backed by the United States”

„Es sollte eine allgemeine Anstrengung unternommen werden, um zivile und militärische Kräfte jetzt im Geheimen auf einen möglichen späteren Verteidigungseinsatz vorzubereiten. Dies sollte mit Blick auf die Entwicklung einer ausnutzbaren zivilen und militärischen Struktur getan werden, für den Fall, dass die kolumbianischen Sicherheitskräfte mehr davon erfahren. Diese Struktur sollte dazu verwendet werden, notwendige Reformen mit Druck voranzutreiben, gegen Kräfte und Propaganda vorzugehen und, falls nötig, paramilitärische, Sabotage- oder terroristische Aktionen gegen bekannte kommunistische Gegner durchzuführen. (Diese Struktur) sollte von den Vereinigten Staaten unterstützt werden.“

Yarborough befürwortete ein „intensives Registrierprogramm für Zivilisten […], so dass schließlich (jeder) mit Fingerabdrücken und Fotos in Regierungsakten registriert ist.“ Er riet dazu an, Befragungen und andere Maßnahmen, u. a. das reguläre Befragen der ländlichen Bevölkerung, „die von Guerillaaktivitäten wissen könnte“, durchzuführen. „Intensive Befragungen der Schurken, auch mit Natriumpentathol und Lügendetektoren sollten durchgeführt werden, um an jede Information zu gelangen. Armee und Polizei brauchen (hierfür) ausgebildete Vernehmungsbeamte.“
Zwischen dem 15. Juli 1968 und dem 6. August 1969 kommandierte er das  I. Korps. Später wurde Yarborough als „Vater der Green Berets“, als erster Kommandeur des Special Warfare Centers und für seine Pionierleistungen bei der Entwicklung von Taktiken für Spezialeinheiten bekannt. Vom 1. Dezember 1966 bis zum 15. Juli 1968 war Yarborough, inzwischen Generalmajor, Vizestabschef der Army in den Bereichen Geheimdienst, Hauptquartier und Abteilungen. Später wurde er zum Generalleutnant befördert.
Nach 35 Jahren im Dienst der Vereinigten Staaten ging Yarborough 1971 in Pension. Am 5. Dezember 2005 verstarb er in einem Krankenhaus in Southern Pines, North Carolina an den Komplikationen einer gebrochenen Hüfte.

## Auszeichnungen
Auswahl der Dekorationen, sortiert in Anlehnung der Order of Precedence of Military Awards:
- Army Distinguished Service Medal (2 ×)
- Silver Star
- Legion of Merit (4 ×)
- Bronze Star
- Joint Service Commendation Medal
- Croix de guerre mit Palme